# Сырский сельсовет
Сырский сельсове́т — сельское поселение в Липецком районе Липецкой области. 
Административный центр — село Сырское.

## История
В соответствии с законами Липецкой области №114-оз от 02.07.2004 и №126-оз от 23.09.2004 Сырский сельсовет наделён статусом сельского поселения, установлены границы муниципального образования.
Ранее в Сырский сельсовет входили село Коровино и посёлок Венера (до сих пор и Сырское, и Венера имеют один почтовый индекс — 398533).

## Население
| 2010  | 2012  | 2013  | 2014  | 2015  | 2016  | 2017  |
| ----- | ----- | ----- | ----- | ----- | ----- | ----- |
| 8284  | ↗8384 | ↗8504 | ↗8740 | ↗8742 | ↘8694 | ↗8768 |
| 2018  | 2021  |       |       |       |       |       |
| ↘8725 | ↗9230 |       |       |       |       |       |

## Состав сельского поселения
| № | Населённый пункт | Тип населённого пункта       | Население |
| - | ---------------- | ---------------------------- | --------- |
| 1 | Подгорное        | село, административный центр | ↗3098     |
| 2 | Сырское          | село                         | ↘3548     |
| 3 | Хрущёвка         | село                         | ↗2584     |